# Saramacia annulata
Saramacia annulata is een hooiwagen uit de familie Manaosbiidae.